# Horst Podlasly
Horst Podlasly (* 29. März 1936 in Duisburg; † 27. September 2007 in Großburgwedel) war ein deutscher Fußballtorhüter. Der aus Duisburg stammende Podlasly wechselte 1963 von Hamborn 07 zu Hannover 96. Er spielte von 1963 bis 1971 für Hannover und stand dabei insgesamt 203 Mal im Tor, davon 187 Mal in der Bundesliga.

## Laufbahn

### Sportfreunde Hamborn 07, 1958 bis 1963
Nach dem Abstieg der Hamborner aus der Oberliga West in der Runde 1957/58 wechselte der Amateurtorhüter Horst Podlasly von BV Beeck 05 zu den Schwarz-Gelben in das August-Thyssen-Stadion Bruckhausen zu Hamborn 07. Podlasly feierte 1958/59 mit den Sportfreunden die Meisterschaft mit einem Punkt Vorsprung vor Schwarz-Weiß Essen in der II. Division und damit die sofortige Rückkehr in die Oberliga West. Podlasly hatte 28 von 30 Ligaspielen absolviert und Mittelstürmer Horst Jesih in 26 Einsätzen 27 Tore erzielt. Zu vorderen Plätzen reichte es in den nächsten Jahren nicht, der Abstieg konnte aber auch immer verhindert werden. Im Abschlussjahr der Oberliga West 1962/63 kamen die Hamborner auf den 12. Rang. Podlasly bestritt in fünf Runden Oberliga 111 Spiele für Hamborn und wechselte im Sommer 1963 zu Hannover 96.

### Hannover 96, 1963 bis 1971

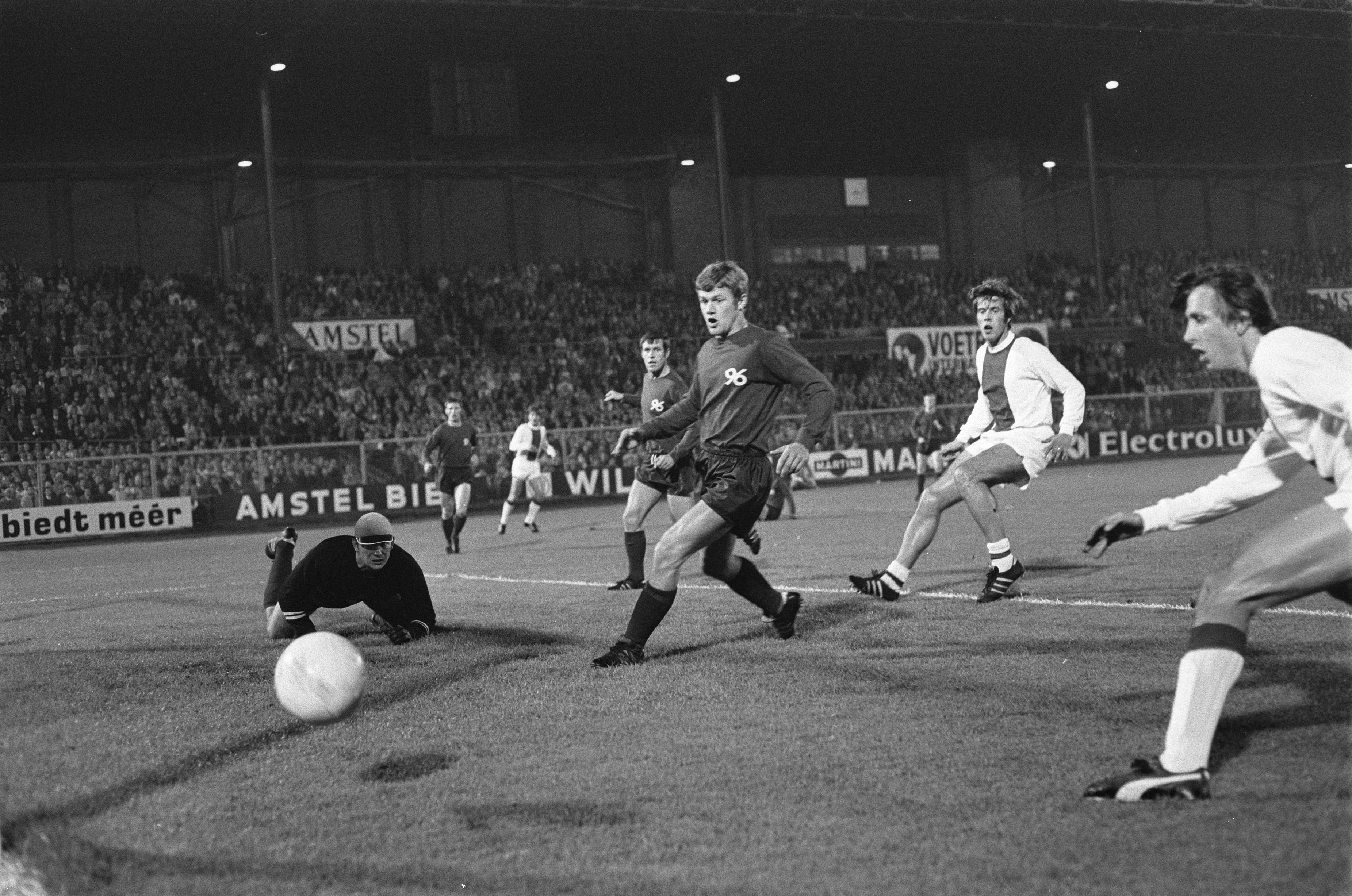
Torhüter Horst Podlasly pariert ein Schuss. Szene aus dem Messestädte-Pokal-Spiel der 1. Runde im Rückspiel gegen Ajax Amsterdam, 24. September 1969

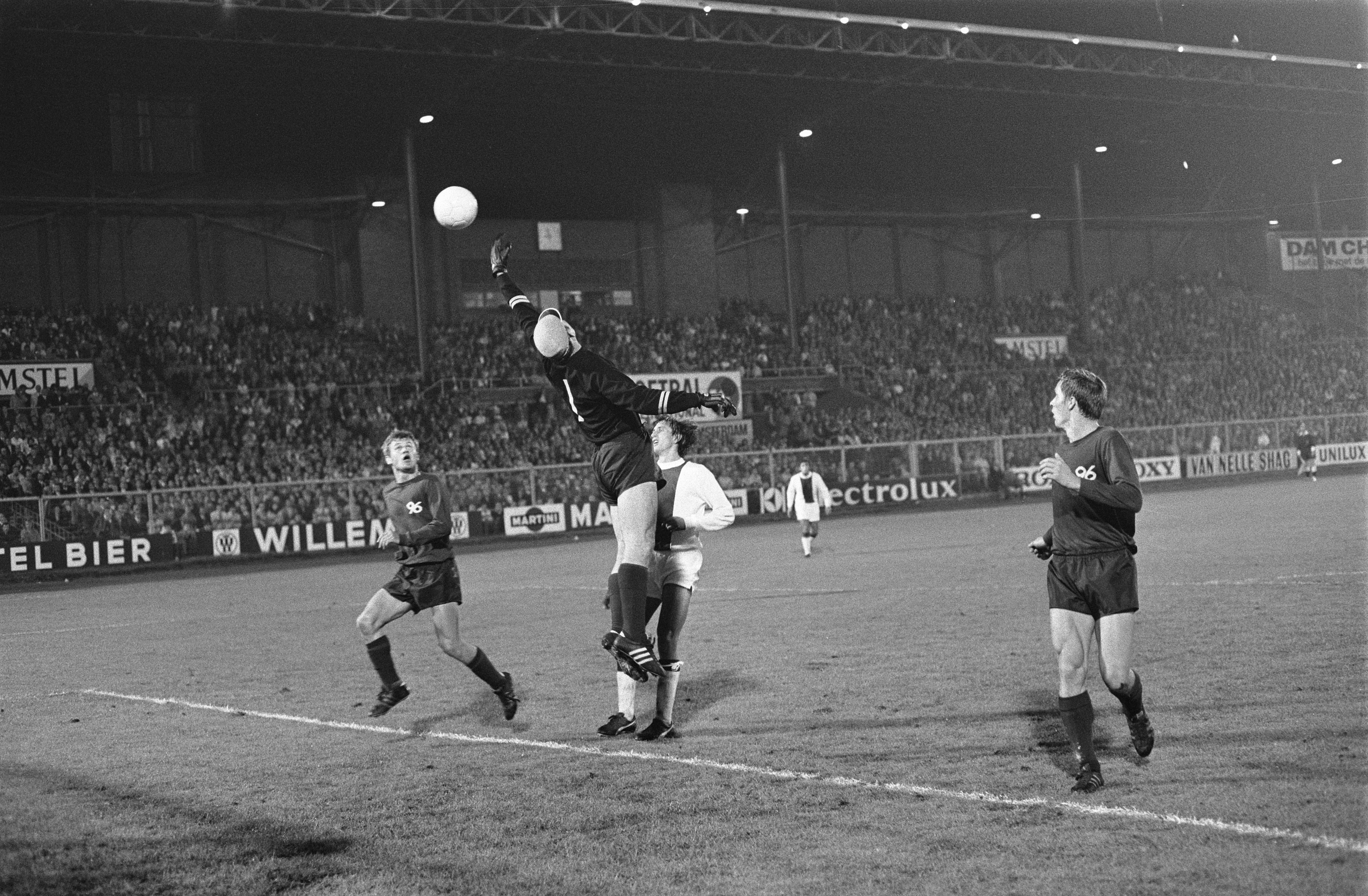
Torhüter Horst Podlasly von Hannover 96 greift zum Ball, bevor Johan Cruyff eine Chance bekommt. Szene aus dem Messestädte-Pokal-Spiel der 1. Runde im Rückspiel gegen Ajax Amsterdam, 24. September 1969

Da aus der Oberliga Nord mit dem Hamburger SV, Werder Bremen und Eintracht Braunschweig die drei dem Norden zustehenden Vertreter für die neue Bundesliga ab 1963/64 nominiert worden waren, ging es in Hannover in der Runde 1963/64 in der neuen Regionalliga Nord eindeutig um den Aufstieg. Das erste Spiel gewannen die „Roten“ am 11. August 1963 mit 4:0 beim SC Victoria Hamburg, damit war der Start geglückt. Am 27. Oktober 1963 gab es im Lokalderby gegen die „Blauen“ des SV Arminia Hannover vor 35.000 Zuschauern im Niedersachsenstadion eine 1:2-Niederlage. Hinter dem Meister FC St. Pauli holte die Truppe von Trainer Helmut Kronsbein die Vizemeisterschaft und zog damit in die Aufstiegsrunde ein. Mit dem 2:1-Erfolg beim Südmeister KSV Hessen Kassel wurde diese Runde eröffnet und mit dem 3:1-Heimsieg am 28. Juni 1964 vor 70.000 Zuschauern gegen denselben Gegner auch erfolgreich abgeschlossen. Hannover 96 war mit seinem Torhüter Podlasly der erste Aufsteiger in die deutsche Bundesliga. In den drei Heimspielen strömten 187.000 Zuschauer in das Niedersachsen-Stadion. Podlasly bestritt 33 Spiele in der Regionalliga und alle sechs Spiele in der Aufstiegsrunde.
Mit einem 2:0-Auswärtssieg am 22. August 1964 bei Borussia Dortmund eröffnete Hannover 96 das Debütjahr in der Bundesliga. Der Ex-Hamborner bestritt in den ersten drei Runden alle 98 Pflichtspiele in der Bundesliga. Er war bei „96“ die unumstrittene Nummer eins. Erst mit Bernd Helmschrot wuchs ein Nachfolger heran, der den 35-jährigen Podlasly ab der Runde 1971/72 ersetzen konnte.
Podlasly galt als einer der besten Torhüter seiner Zeit. 2005 wurde er in die Jahrhundertelf des Nordens gewählt.
Er lebte zuletzt in Resse und verstarb am 27. September 2007 nach schwerer Krankheit.